# Donald Byrne
Donald Byrne (Nova York, 12 de juny del 1930 - Filadèlfia, 8 d'abril del 1976) va ser un dels jugadors d'escacs més forts dels Estats Units de les dècades 1950 i 1960.

## Resultats destacats en competició
Va guanyar l'Open dels Estats Units el 1953. Va sorprendre el seu domina sobre el rus Iuri Averbakh per 3-1 en el matx Estats Units - Unió Soviètica a Moscou el 1954. Byrne va perdre contra un jove Bobby Fischer de 13 anys en la famosa Partida del segle el 1956.
El 1962 va ser elevat a Mestre Internacional per la Federació Internacional d'Escacs. Va participar en cinc Olimpíades d'escacs amb els Estats Units, ja sigui com a jugador o com a entrenador entre els anys 1962 i 1972. El seu germà gran, el GM Robert Byrne, va ser també un gran jugador en aquella època.
Byrne va ser professor d'anglès a la Universitat de Pennsylvania del 1961 fins a la seva mort el 1976 per complicacions d'un Lupus. Va ser inscrit pòstumament al Saló de la Fama d'escaquistes nord-americans el 2002.

## Partida destacada
En la partida següent, Byrne guanya al candidat al campionat del món Iefim Hèl·ler i aquesta victòria li va valdre el premi a la bellesa:
Iefim Hèl·ler-Donald Byrne, Moscou 1955:
1.e4 c5 2.Cf3 d6 3.d4 cxd4 4.Cxd4 Cf6 5.Cc3 g6 6.Ae3 Ag7 7.f3 Cc6 8.Dd2 O-O 9.O-O-O Ae6 10.Rb1 Tc8 11.g4 Da5 12.Cxe6 fxe6 13.Ac4 Cd8 14.Ae2 Cd7 15.Ad4 Ce5 16.f4 Cdc6 17.Axe5 dxe5 18.f5 Cd4 19.fxg6 hxg6 20.Thf1 Tf4 21.g5 b5 22.Ad3 Tcf8 23.Dg2 b4 24.Ce2 Dc5 25.Dh3 Tf3 26.Txf3 Txf3 27.Dg4 Txd3 28.Tc1 Td1 29.c3 Txc1+ 30.Rxc1 Cxe2+ 31.Dxe2 bxc3 32.Dg2 cxb2 33.Rxb2 Db4+ 34.Rc2 a5 35.Dg4 Dc5+ 36.Rb3 Db6+ 37.Rc3 a4 38.h4 Dd4+ 39.Rc2 Df2+ 40.Rd3 Dxa2 41.h5 Db3+ 42.Rd2 gxh5 0-1.